# 努沙加克 (阿拉斯加州)
努沙加克（英語：Nushagak）是位於美國阿拉斯加州迪靈漢人口普查區的一個非建制地區。該地的面積和人口皆未知。

## 地理
努沙加克的座標為58°56′53″N 158°29′32″W / 58.94806°N 158.49222°W，而該地的平均海拔高度為12米（即40英尺）。